# RKSS
RKSS, les inicials de Roadkill Superstars, és un trio de realitzadors format pels directors de cinema canadencs François Simard, Anouk Whissell, i Yoann-Karl Whissell. Són coneguts per escriure i dirigir el seu primer llargmetratge Turbo Kid (2015) i per dirigir la cinema de terror i misteri Summer of 84 (2018).

## Història
François Simard i Anouk Whissell (de soltera Simard) són germà i germana, i Anouk i Yoann-Karl Whissell són parella des de principis dels anys 2000, es van comprometre durant la producció de Turbo Kid, i es van casar el 2015. El grup fa curtmetratges des de mitjans dels anys 2000, i va citar el seu curt de 2004 "Le Bagman" com el primer que "va aconseguir que un públic seguís [el seu] treball", a més, va acreditar que "Total Fury" (2007) i "Demonitron" (2010) defineixen encara més el seu estil i tècnica.
El 2011, el trio va presentar un curtmetratge a la pel·lícula d'antologia The ABCs of Death, que inclou 26 curtmetratges basats en cada lletra de l'alfabet anglès. Els productors de la pel·lícula Ant Timpson i Tim League van organitzar un concurs per buscar directors desconeguts per crear un curt per a la lletra "T", i el grup va presentar "T is for Turbo", ocupant el tercer lloc de la competició i que el seu curt aparegués a l'estrena de la pel·lícula. Impressionat amb el seu treball, Timpson es va apropar a ells per desenvolupar el curt en el llargmetratge Turbo Kid. Jason Eisener, que va dirigir la secció "Y is for Youngbuck" de l'antologia, també va donar suport a RKSS al Frontieres Co del mercat de producció del FanTasia de 2013. Turbo Kid fou estrenada al Festival de Cinema de Sundance de 2015 i fou estrenada als cinemes el 28 d'agost del 2015 per Epic Pictures Group.
RKSS va signar amb una agència després de l'èxit de Turbo Kid, i durant una "gira de reunions" es va acostar l'assistent de la productora Matt Leslie, qui els va presentar la idea de Summer of 84. Leslie i el coguionista Stephen J. Smith van convèncer el trio utilitzant el final de la pel·lícula i van signar per dirigir-la. Amb el llançament inesperat i els posteriors èxits de la sèrie de Netflix Stranger Things el 2016, el grup tenia por de possibles similituds entre els dos projectes, però Anouk Whissell va veure la sèrie i la va trobar "molt diferent" amb una única referència al joc de taula de rol  Dungeons & Dragons , que es va eliminar per això. Summer of 84 fou estrenada al Festival de Cinema de Sundance de 2018 i una estrena simultàmia l'agost de 2018, i posada en exclusiva a Shudder aquell octubre.

### Futurs projectes
El gener de 2015, el grup va dir que estaven desenvolupant una pel·lícula de venjança titulada Elora. Al setembre de 2016, RKSS va dirigir un vídeo musical per la cançó de Le Matos "No Tomorrow", que també va servir com a preqüela de "Turbo Kid" i va incloure Laurence Leboeuf repetint el paper d'Apple. L'endemà, van confirmar que havien rebut llum verda per una seqüela i que esperaven començar el rodatge a mitjans del 2017. A l'agost de 2018, el grup va confirmar que la pel·lícula encara estava en desenvolupament i que estaven "endinsats en el procés d'escriptura". El febrer de 2020, Timpson va dir que el guió estava acabat i que l'equip buscava financers, ja que la seqüela requereix "una mica més de diners que [ells] tenien per a la primera pel·lícula". In 2018, the group were also "adapting two comics books".

## Filmografia
| Any  | Title        | Director | Guionista | Paper(s)                                                                              |
| ---- | ------------ | -------- | --------- | ------------------------------------------------------------------------------------- |
| 2015 | Turbo Kid    | Sí       | Sí        | El Pare (François Simard) La Mare (Anouk Whissell) Guàrdia Calb (Yoann-Karl Whissell) |
| 2018 | Summer of 84 | Sí       | No        | N/D                                                                                   |
| 2023 | Som zombis   | Sí       | Sí        |                                                                                       |
| 2023 | Wake Up      | Sí       | No        |                                                                                       |